# Casa Senyorial de Vecauce
La Casa Senyorial de Vecauce (en letó: Vecauces muižas pils; en alemany: Schloss Alt-Autz) és una mansió a la històrica regió de Semigàlia, al Municipi d'Auce de Letònia.

## Història
També anomenada Casa Senyorial d'Auce, és una mansió propera al poble d'Auce. L'edifici va ser dissenyat per Friedrich August Stüler per al Comte Karl von Medem, la construcció va començar el 1839 i es va acabar el 1843.